# Ecuba
Ecuba (greco: Ἑκάβη Hekábē; latino: Hecuba) o Ecabe è un personaggio della mitologia greca che fu regina di Troia, seconda moglie di Priamo e madre della maggior parte dei suoi figli.
ALBERO GENEALOGICO

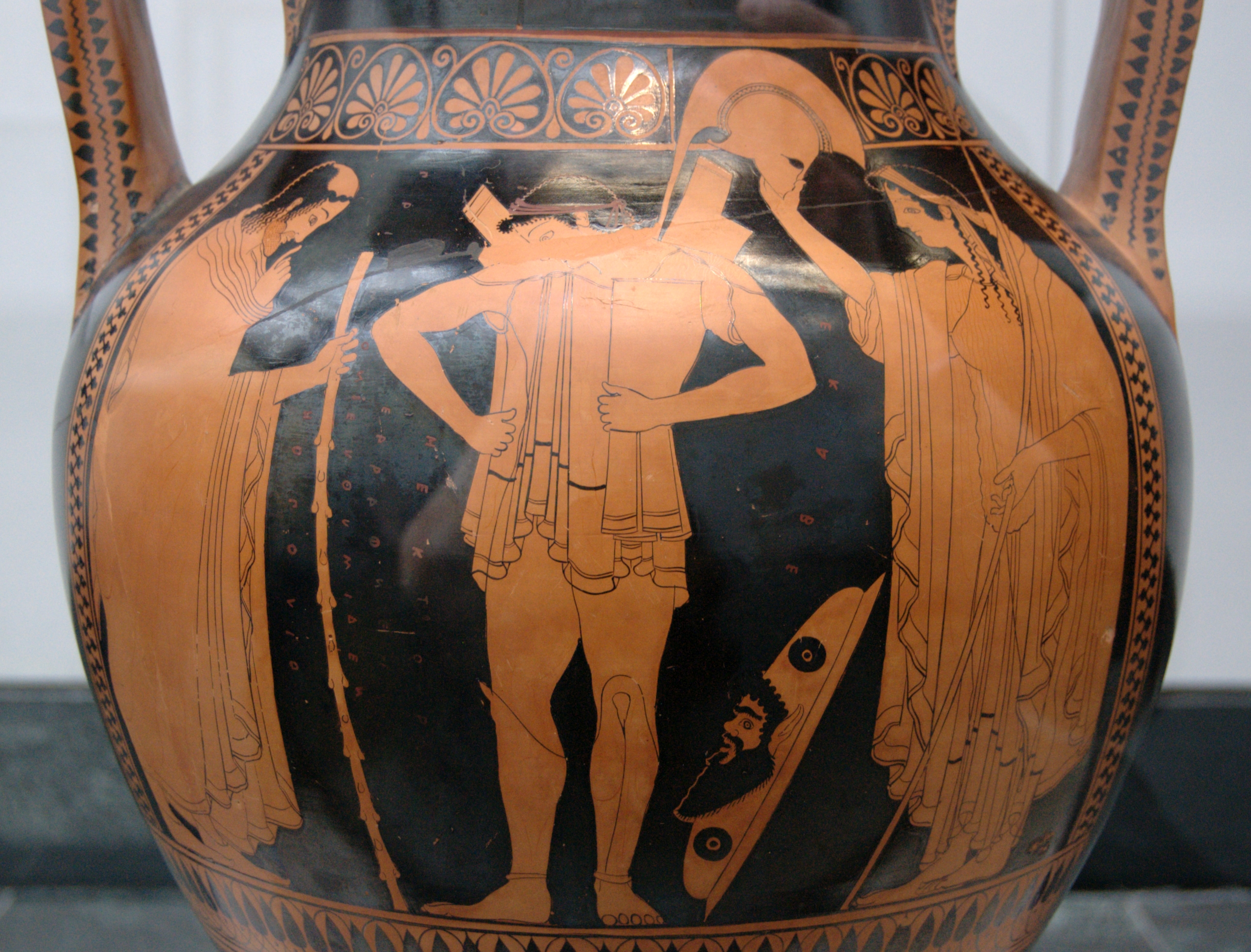
Ettore giovinetto si arma tra Priamo ed Ecuba, anfora attica a figure rosse di Eutimide, Monaco, Staatliche Antikensammlungen.

La sua genealogia era oggetto di controversia nell'antichità. Esistevano due tradizioni: una ne faceva la figlia di Dimante, re di Frigia  ; l'altra, quella di Cisseo, re di Tracia e di Telecleia. Nel primo caso ella discende dal fiume Sangario. Una variante di questa tradizione faceva del Sangario non un suo bisnonno, ma suo padre, il quale l'avrebbe avuta dalla ninfa Evagora. Le si attribuiva, altresì per madre, la figlia di Xanto, Glaucippe. La moglie di Dimante invece era la ninfa Eunoe ed aveva avuto un altro figlio, Asio.
La tradizione che ricollega Ecuba a Dimante e alla Frigia è quella dell'Iliade. Le origini tracie sono preferite dai Tragici, particolarmente da Euripide. Nelle fonti che vogliono Ecuba figlia di Cisseo, ella ha due sorelle, Teano, sposa di Antenore, e un'altra di cui non si conosce il nome, molto più giovane, moglie di Ifidamante, l'ultimogenito di Teano.
Il problema genealogico posto dalla figura di Ecuba era così complesso che l'imperatore Tiberio, di facile ironia, amava proporlo ai grammatici del suo tempo.

## Mito

### Matrimonio con Priamo

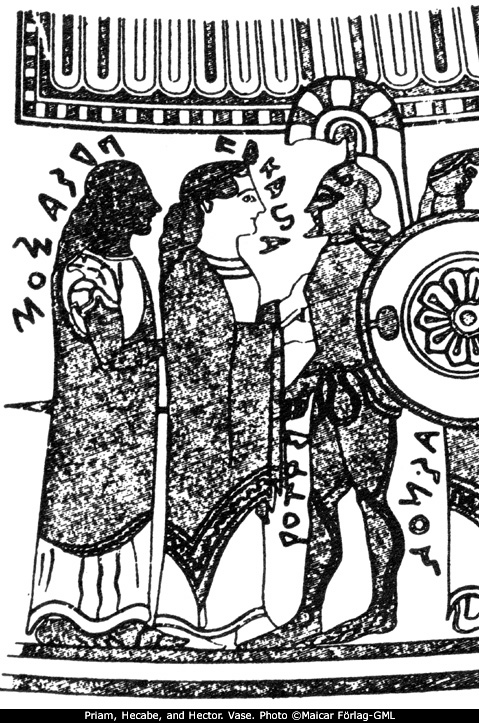
Ecuba, accompagnata dal marito Priamo e dal primogenito Ettore, da una ricostruzione di un vaso.

Il re di Troia Priamo sposò dapprima Arisbe, figlia del veggente Merope, e lei gli dette un figlio di nome Esaco, anch'egli indovino. Ma quando fu stanco di lei, la ripudiò affidandola a Irtaco, che a sua volta generò con lei due figli, Asio e Niso, gli Irtacidi, i quali in seguito presero parte alla guerra di Troia.
Priamo prese dunque in seconde nozze Ecuba, che allora era molto giovane e di cui egli si era profondamente innamorato. Ella generò al marito diciannove dei cinquanta figli che Priamo ebbe in totale, tra cui Ettore, Paride, Cassandra, Eleno e il primo Polidoro. Priamo istituì la poligamia per poter sposare anche Laotoe, figlia del re dei Lelegi, che gli diede altri due figli (Licaone e il secondo Polidoro), mentre tutti gli altri furono generati con concubine e schiave. Ma ciò è smentito da Euripide, che portava a cinquanta il numero dei figli e li considerava tutti procreati dalla sola Ecuba.
Apollodoro invece parla solo di quattordici figli:
- il primogenito fu Ettore,[12] sebbene egli fosse ritenuto figlio di Apollo e della regina;
- Paride, soprannominato Alessandro, la cui nascita fu annunciata da un sogno profetico,[13] era il secondogenito;

seguirono poi quattro figlie:
- Iliona (che la maggior parte degli autori non riporta), andata in sposa a Polimestore, re di Tracia;[14] 
 questa prima figlia fu seguita da:
- Creusa, sposa di Enea;
- Laodice, la più bella;
- Polissena, la più giovane di queste quattro;

seguirono poi figli maschi, e tra di loro la profetessa Cassandra; l'ordine sarebbe questo:
- Deifobo;
- Eleno;
- Cassandra, (che secondo una versione è sorella gemella di Eleno);
- Pammone;
- Polite;
- Antifo;
- Ipponoo
- Polidoro, che secondo alcuni autori fu però generato in Ecuba da Apollo.
- L'ultimo nato fu Troilo, il più amato della famiglia, secondo alcune leggende generato anch'egli da Apollo. 
 Le si attribuiva anche un quindicesimo figlio, chiamato Polidamante.

Il matrimonio con Priamo permise ad Ecuba di affiancarlo nel governo della città e nelle esigenze dei loro sudditi. La regina, alternando alla politica l'allevamento e l'educazione dei suoi figli, si rivelò un'abile donna, anche capace di dare consigli utili al marito e alla sua numerosa prole. Durante questo periodo, Ecuba si rivelò fedele a Priamo nei suoi doveri coniugali, sebbene alcuni autori raccontino delle sue avventure erotiche con il dio Apollo. La divinità, delusa dall'ostinato rifiuto amoroso di una figlia di Ecuba, Cassandra, si consolò con la regina con la quale giacque per una notte. Dall'unione sarebbe nato Polidoro (che altrove è ritenuto figlio di Priamo), e probabilmente anche Troilo, il quale, secondo un oracolo annunciato dallo stesso Apollo, se avesse compiuto venti anni avrebbe risparmiato alla città su cui governavano i suoi genitori una fine triste. Stesicoro attribuiva a questi amori segreti anche il concepimento dell'eroe Ettore.

### Premonizioni di Ecuba
(da Euripide, Andromaca, versi 293-295)

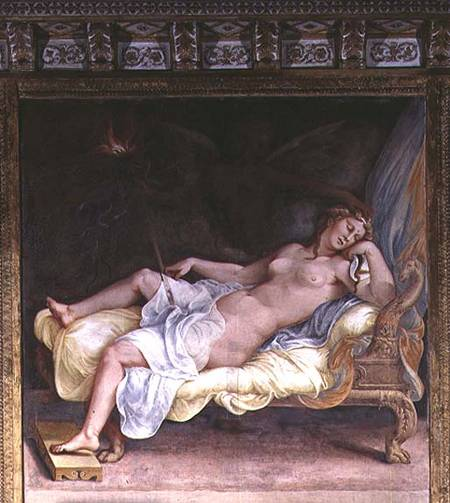
Il sogno di Ecuba, opera di Giulio Romano e aiuti, affresco, Mantova, Palazzo Ducale, Sala di Troia.

Ecuba ebbe numerosi figli dal matrimonio con Priamo, alcuni dei quali, in particolar modo, si rivelarono prodigiosi a causa di doni o benefici concessi loro dagli dèi stessi. 
 Più volte la regina troiana si trovò ad essere la testimone di questi eccezionali doni, o addirittura l'intermediaria tra la divinità e la sua progenie, attraverso sogni, visioni, o incubi notturni.
Dopo la nascita del primogenito Ettore, la regina rimase incinta di un secondo bambino, ed era ormai sul punto di darlo alla luce. 
 La notte del parto, tuttavia, Ecuba sognò di partorire dal suo ventre una fascina di legna, ricolma di serpenti; contemporaneamente vedeva una torcia accesa, che nasceva sempre dal suo ventre, appiccando fuoco alla roccaforte di Troia e all'intera foresta del monte Ida. 
 La regina si svegliò urlando per l'orrenda visione, il che spaventò Priamo che ordinò immediatamente di condurre i migliori indovini a corte. Il primo ad essere consultato fu suo figlio Esaco.

### La tragica fine
La figura di Ecuba assume un ruolo di primissimo piano in due tragedie di Euripide: Le Troiane ed Ecuba. Nella prima Ecuba viene destinata come schiava ad Ulisse e le tocca di assistere alla morte del nipote Astianatte. Nella seconda, dramma personale, si esalta l'orgoglio e l'amore di una regina che vede i suoi figli perire uno ad uno. La morte del figlio Polidoro per mano del re del Chersoneso Polimestore viene da lei vendicata con l'accecamento di quest'ultimo. Ecuba s'accese d'ira per la caduta di Troia e l'uccisione dei suoi abitanti e uccise Elena, la nipotina frutto dell'amplesso di Paride con Elena.
Ecuba fu destinata in schiava a Ulisse e salpò alla volta del Chersoneso, in Tracia, ma ricoprì d'insulti Ulisse e la sua ciurma per la loro mancanza di parola e crudeltà al punto che i soldati la misero a morte. Il suo spirito assunse l'aspetto di un'orrenda cagna nera che segue Ecate, si tuffò in mare e nuotò sino all'Ellesponto. Fu sepolta in un luogo, che prese il nome «Cinossema" o "Tomba della Cagna». Sarebbe effettivamente esistito presso l'odierna Gallipoli (Turchia), sullo stretto dei Dardanelli, in epoca antica un alto cumulo di pietre in riva al mare, che serviva come punto di riferimento ai marinai. Un mito successivo aggiunge che Ecuba fu posta da Zeus tra le stelle del firmamento, divenendo la costellazione dell'Orsa Minore, così che con la Stella Polare orienta i naviganti, come sulla Terra fa la Cinossema.
Secondo un'altra versione, Ecuba rinvenne il corpo del piccolo Polidoro sulla spiaggia, su cui era stato sospinto dalle onde del mare. Il fanciullo era infatti stato affidato da Priamo al re Polimnestore, ma l'uomo lo uccise per appropriarsi dell'oro destinato alla sua educazione. Ecuba richiamò Polimnestore con il pretesto di dovergli rivelare la posizione di un tesoro reale celato tra le ceneri di Troia. Quando il re accorse in fretta insieme ai due figlioletti al cospetto della regina, Ecuba estrasse una spada dalle sue vesti, uccise i due bambini e accecò Polimnestore affondandogli le dita con forza nelle orbite. Imbestialito per il tradimento, l'uomo supplicò Agamennone di punire la donna, ma il re di Micene prese le difese di Ecuba e ribadì che Polimnestore era stato così punito per la sua avidità. L'offeso predisse in risposta l'uccisione di Agamennone e Cassandra.
I nobili del Chersoneso s'avventarono allora furenti contro Ecuba per vendicare il loro re scagliandole sassi e dardi, ma essa si tramutò in una cagna chiamata Mera e iniziò a correre in tondo latrando e frantumando le pietre con i denti, al punto che tutti si ritrassero impauriti.

### Ecuba di Shakespeare
Nella tragedia Amleto di William Shakespeare nell'atto secondo, il principe Amleto, meditando la sua vendetta, chiede a una compagnia di attori di recitare quel momento della presa di Troia quando Pirro uccide selvaggiamente il vecchio re Priamo. L'attore, quando descrive la regina Ecuba disperata, sbianca e piange calde lacrime. Amleto ne rimane colpito, pensando a sua madre e riflettendo che Ecuba è solo un personaggio antico, mitico, eppure è capace suscitare in un uomo così lontano dalla sua epoca queste forti emozioni, per cui esclama: «E tutto ciò per nulla!... Per Ecuba! Che cos'è Ecuba per lui, o lui per Ecuba, perch'egli possa piangere così?»

### Fonti primarie
- Omero, Iliade
- Pseudo-Apollodoro, Biblioteca
- Igino, Fabulae
- Ovidio, Metamorfosi
- Virgilio, Eneide

### Fonti secondarie
- Robert Graves, I miti greci, Milano, Longanesi, ISBN 88-304-0923-5.
- Angela Cerinotti, Miti greci e di roma antica, Prato, Giunti, 2005, ISBN 88-09-04194-1.
- Anna Ferrari, Dizionario di mitologia, Litopres, UTET, 2006, ISBN 88-02-07481-X.
- Pierre Grimal, Dizionario di mitologia, Parigi, Garzanti, 2005, ISBN 88-11-50482-1.
- Anna Maria Carassiti, Dizionario di mitologia classica, Roma, Newton, 2005, ISBN 88-8289-539-4.
- Pierre Grimal, La mitologia greca, Roma, Newton, 2006, ISBN 88-541-0577-5.
- Anna Ferrari, Dizionario di Mitologia Classica, Roma, TEA, 1994, ISBN 88-7819-539-1.